# Liolaemus sanjuanensis
Liolaemus sanjuanensis — вид ігуаноподібних ящірок родини Liolaemidae. Ендемік Аргентини.

## Поширення і екологія
Liolaemus sanjuanensis є ендеміками гірського масиву Сьєрра-де-Пьє-де-Пало в Пампінських горах в провінції Сан-Хуан. Вони живуть в помірних чагарникових заростях. Зустрічаються на висоті від 2800 до 3200 м над рівнем моря. Відкладають яйця.